# High-tech architektura

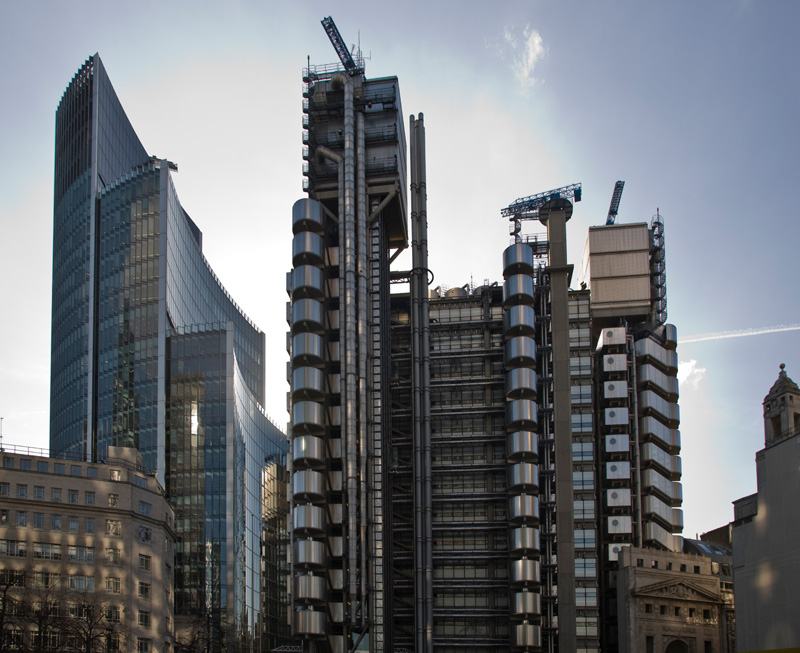
Budova pojišťovny Lloyd's v Londýně (napravo)

High-tech je moderní architektonický styl a zkratka anglického výrazu high technology, což v překladu znamená velmi pokročilá technologie.
High-tech se jako architektonický styl objevuje koncem 60. let 20. století a vychází z předválečného funkcionalismu a konstruktivismu. Někdy také bývá považován za mezistupeň moderny a postmoderny, se kterými se vzájemně prolíná a proto někdy bývá obtížné tyto styly rozlišit. Od svého zrodu prošel tento styl určitým vývojem a v současné době pod sebe zahrnuje například otázky ekologie, úspor energie atd.

## Charakteristika

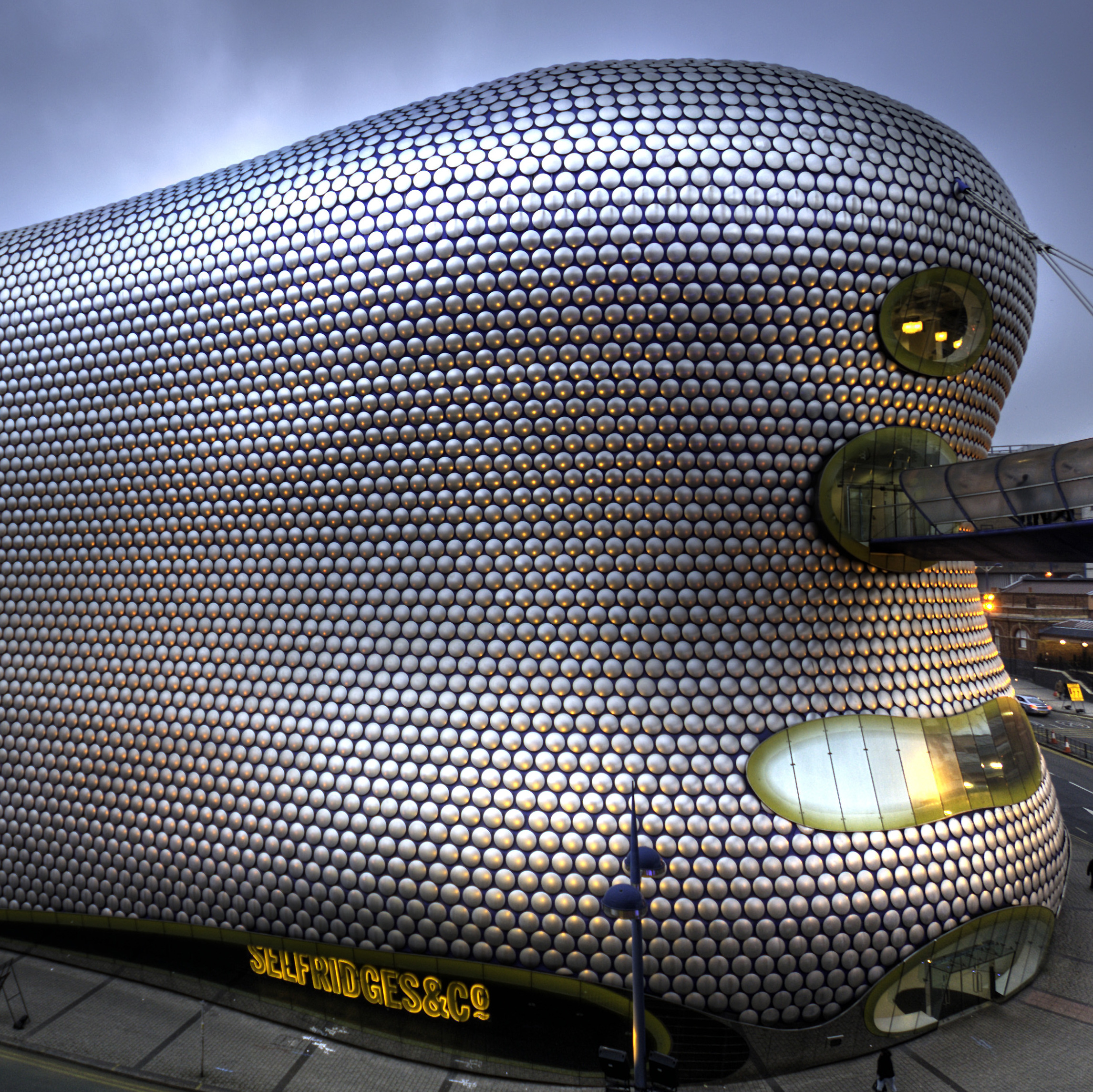
Obchodní dům Selfridges navržený Janem Kaplickým se dá považovat za high-tech architekturu

Klade důraz na technickou a technologickou složku architektonického díla a využívá v té době nových technologií a materiálů, např. materiály využívané v kosmonautice.  Často se ale také v estetice high-tech uplatňují plechy z nerezové oceli a dalších lesklých kovů, zvlněné nebo perforované povrchy (často plastové membrány), panelované plochy z kovu nebo skla, tvarované spojovací články, viditelná výztužná lanka apod. Od 90. let se používají i tzv. inteligentní fasády, které využívají sluneční energii a přirozené větrání.  Nosná síť budovy bývá oddělená od vnitřní části. Tzn. eskalátory, potrubí, výtahy atd. se stávají prvkem zdobícím vnějšek budovy.  Dalšími typickými znaky jsou např. uzavřená silná okna, nebo kovový konstrukční systém.

## Pojmenování
Styl dostal svoje jméno podle knihy High Tech: The Industrial Style and Source Book for The Home, napsané dvojicí autorek Joan Kronovou a Suzanne Slesinovou. Kniha byla vydaná roku 1978 vydavatelstvím Clarkson N. Potter, New York a byla ilustrovaná stovkami fotografií, které ukazovaly jak designéři, architekti a investoři umísťovali klasické průmyslové prvky nalezené v průmyslových katalozích do obytných a občanských budov jako součást interiéru. Byly to např. police z knihovny, laboratorní sklo, kovové pláty, navigační světla z přistávací plochy letiště, průmyslové podlahy atd. Předmluvu k této knize napsal architekt  Emilio Ambasz, bývalý kurátor části designu v Muzeu moderního umění (MoMA) a právě on vnesl tento trend do historického kontextu. Výsledkem propagace a popularity této knihy se termín „high-tech“ dostával do povědomí odborné ale i laické veřejnosti.

## Cíle
High-tech architektura byla v některých aspektech odpovědí na rostoucí deziluzí v moderní architektuře. Realizace urbanistických plánů rozvoje Le Corbusiera vedla k monotónnímu a standardizovanému vzhledu míst a budov. Tvorba ekonomických budov s nízkým standardem fasád staveb, vedla k celkovému úpadku estetiky v architektuře. High-tech architektura vytvořila novou estetiku v kontrastu se standardní moderní architekturou. V knize High Tech: The Industrial Style and Source Book for The Home se ohledně high-tech estetiky a využívaní nových prvků autor vyjadřuje ve smyslu „... vaši rodiče by tyto prvky mohli považovat za urážlivé“. I tato humorná poznámka demonstruje rebelské nálady tvůrců high-tech.

## Příklady staveb

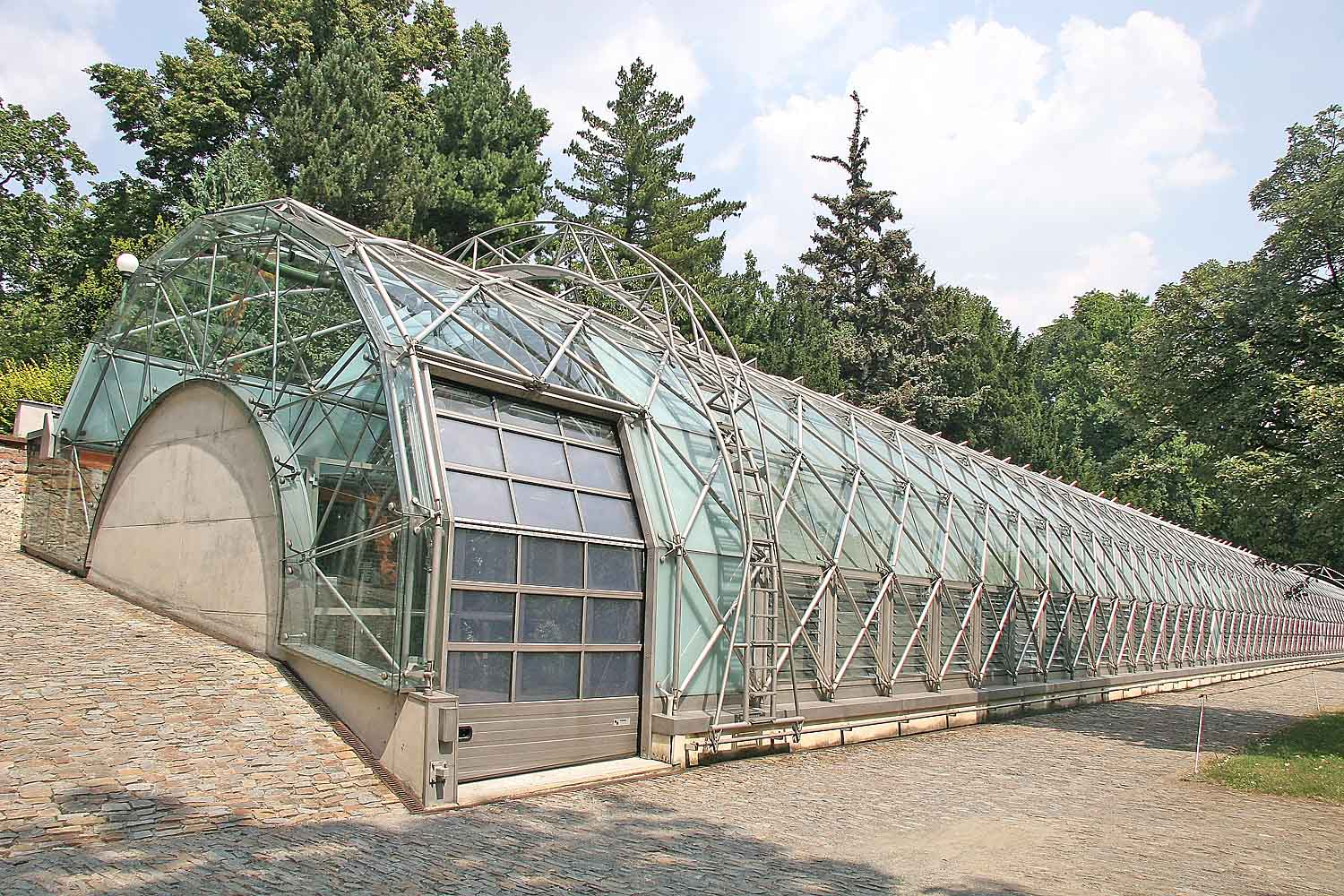
Oranžerie v Královské zahradě v Praze od Evy Jiřičné

- Centre Georges Pompidou, Paříž (Renzo Piano a Richard Rogers, 1977)
- HSBC Main Building, Hongkong, (Norman Foster, 1985)
- Žižkovský vysílač, Praha (Václav Aulický, 1992)
- 875 North Michigan Avenue, Chicago (Fazlur Khan, 1969)
- Světové obchodní centrum, New York (Minoru Yamasaki, 1971)
- Bank of China Tower, Hongkong (I. M. Pei, 1989)
- 30 St Mary Axe, Londýn (Norman Foster, 2003)
- Budova Lloyd’s, Londýn (Richard Rogers, 1986)
- Oranžérie, Královská zahrada, Pražský hrad (Eva Jiřičná, 2001)

## Architekti
- Jan Kaplický
- Richard Rogers
- Norman Foster
- Renzo Piano
- I. M. Pei
- Ken Shuttleworth
- Mike Davies
- Otto Frei
- Eva Jiřičná